# Шишацкий район
Шиша́цкий райо́н (укр. Шишацький район) — упразднённая административная единица в центре Полтавской области Украины. Административный центр — посёлок городского типа Шишаки.

## География
Шишацкий район находится в центре Полтавской области Украины в пределах Приднепровской низменности.
С ним соседствуют
Зеньковский,
Миргородский,
Великобагачанский,
Решетиловский,
Диканьский районы Полтавской области.
Площадь — 800 км².
Административный центр — пгт Шишаки.
Через район протекают реки
Величков,
Величкова,
Псёл,
Передняя Говтва,
Гнилица,
Грунь-Ташань,
Стеха.

## История
- Шишацкий район образован в 1923 году из Шишацкой, Яресковской и Барановской волостей Миргородского уезда.
- С 1923 по 1930 годы входил в Полтавский округ.
- В 1935 году Шишацкий район стал самостоятельным единицей Харьковской области.
- С 1937 года — в Полтавской области.
- В 1952 году, во время празднования 100-летия со дня смерти Николая Гоголя, район был переименован в Гоголевский.
- В 1962 году район включен в состав Диканьского.
- С 1966 года Шишацкий район был восстановлен.
- 17 июля 2020 года Шишацкий район был ликвидирован. Его сельские и поселковые поселения вошли в Миргородский район.

## Демография
Население района составляет 19 704 человека (2019),
в том числе городское — 4 347 человек,
сельское — 15 357 человек.

## Административное устройство
Район включает в себя:
| - Поселковых советов: 1 - Сельских советов: 14 | - Посёлков городского типа: 1 - Сёл: 76 |

### Местные советы[6]
| - Шишацкий поселковый совет - Барановский сельский совет - Великобузовский сельский совет - Великоперевозский сельский совет - Воскобойникский сельский совет - Гоголевский сельский совет - Жоржевский сельский совет - Ковалёвский сельский совет | - Куйбышевский сельский совет - Ковердинобалковский сельский совет - Михайликовский сельский совет - Пришибский сельский совет - Сагайдакский сельский совет - Федунский сельский совет - Яреськовский сельский совет |

### Населённые пункты[7]
| с. Бабичи с. Барановка с. Белаши с. Бухуны с. Великая Бузова с. Великий Перевоз с. Величково с. Вертелецкое с. Вишневое с. Воронянщина с. Воскобойники с. Гнатенки с. Гоголево с. Гончары с. Горишнее с. Гребеняки с. Григоровщина с. Демьянки с. Дмитровка с. Жоржевка | с. Зелёное с. Зозули с. Кирпотовка с. Киселиха с. Климово с. Ковалёвка с. Ковердина Балка с. Колодежно с. Коляды с. Криворучки с. Легейды с. Лещаны с. Луци с. Малая Бузова с. Маликовщина с. Малый Перевоз с. Маначиновка с. Масловцы с. Мирошники с. Михайлики | с. Науменки с. Нижние Яреськи с. Низовая Яковенщина с. Носы с. Павловка с. Пелагеевка с. Переводчиково с. Першотравневое с. Покровское с. Порскалевка с. Принцево с. Пришиб с. Раевка с. Римиги с. Романки с. Сагайдак с. Салимовщина с. Самары с. Сосновка с. Сулимы | с. Тищенки с. Толстое с. Федунка с. Харенки с. Хвальки с. Хвощево с. Ходосиха с. Христевка с. Цевы с. Чернобаи с. Чернышевка с. Шарлаевка с. Шафрановка с. Швадроны пгт Шишаки с. Яковенщина-Горовая с. Яреськи |

### Ликвидированные населённые пункты[8]
| - с. Малые Хурсы |

## Археология
В 1890 году во время хозяйственных работ в селе Хвощево (Фощеватая) был найден меч с надписью «Людота коваль», датируемый концом X века — первой половиной XI века. Надпись по палеографическим признакам может быть отнесена к XI веку. Ныне меч хранится в Национальном музее истории Украины.